# Fairey Fireflash
Il Fireflash è stato il primo missile aria-aria a guida radar di tipo beam riding  del Regno Unito ad essere utilizzzato dalla Royal Air Force. Costruito dalla Fairey Aviation Company, il missile aveva prestazioni relativamente limitate e richiedeva che l'aereo si avvicinasse al bersaglio con un angolo di inclinazione limitato rispetto alla coda.
I circa 300 missili Fireflash prodotti furono per lo più utilizzati come sistema d'arma di addestramento per la familiarizzare dei piloti della RAF con il lancio di missili. Fu dichiarato operativo per un breve periodo nel 1957, ma fu rapidamente sostituito dal de Havilland Firestreak già l'anno successivo.

## Storia

### Red Hawk
Nel gennaio 1945, il Ministero dell'aeronautica emanò il Requisito Operativo OR.1056, a cui il Ministero degli Approvvigionamenti attribuì il codice arcobaleno "Red Hawk", per un missile aria-aria. Il progetto di base si basava su studi condotti presso il Royal Aircraft Establishment (RAE) su armi precedenti. I loro esperimenti con il concetto di "Air Spaniel" a guida manuale li avevano convinti che fosse necessaria una sorta di guida automatica. Ciò portò al sistema di guida radar semi-attiva  Artemis e al più grande "Little Ben" che utilizzava il beam riding. L'OR.1056 era complessivamente simile al "Little Ben", utilizzando il beam riding lungo il segnale emesso dal radar AI Mk.IX come fonte di illuminazione.
Nel 1947, i vari progetti di armi guidate in corso nel Regno Unito furono centralizzati presso la RAE. Nel periodo immediatamente successivo, fu definito un programma di sviluppo razionalizzato che prevedeva lo sviluppo di un missile terra-aria (SAM) per la Royal Navy che divenne il Sea Slug, un progetto SAM simile per l'esercito britannico e la Royal Air Force noto con il nome in codice "Red Heathen",  la bomba antinave "Blue Boar" e lo sviluppo in corso del "Red Hawk".
Il contratto di sviluppo iniziale per il "Red Hawk" fu assegnato alla Gloster Aircraft Company nell'ottobre del 1947. La ditta sviluppo essenzialmente un aeromobile a pilotaggio remoto simile a un piccolo caccia con ala a freccia, che sarebbe stato trasportato in un vano incassato sotto l'aereo e abbassato nel flusso d'aria prima del lancio. La RAE non ne fu impressionata e alla fine del 1947 sviluppò il proprio progetto. Si richiedeva un'arma più piccola che utilizzasse quattro motori RP-3 per la spinta che venivano poi espulsi, lasciando che il proiettile centrale procedesse per inerzia verso il bersaglio.

### Pink Hawk e Blue Sky

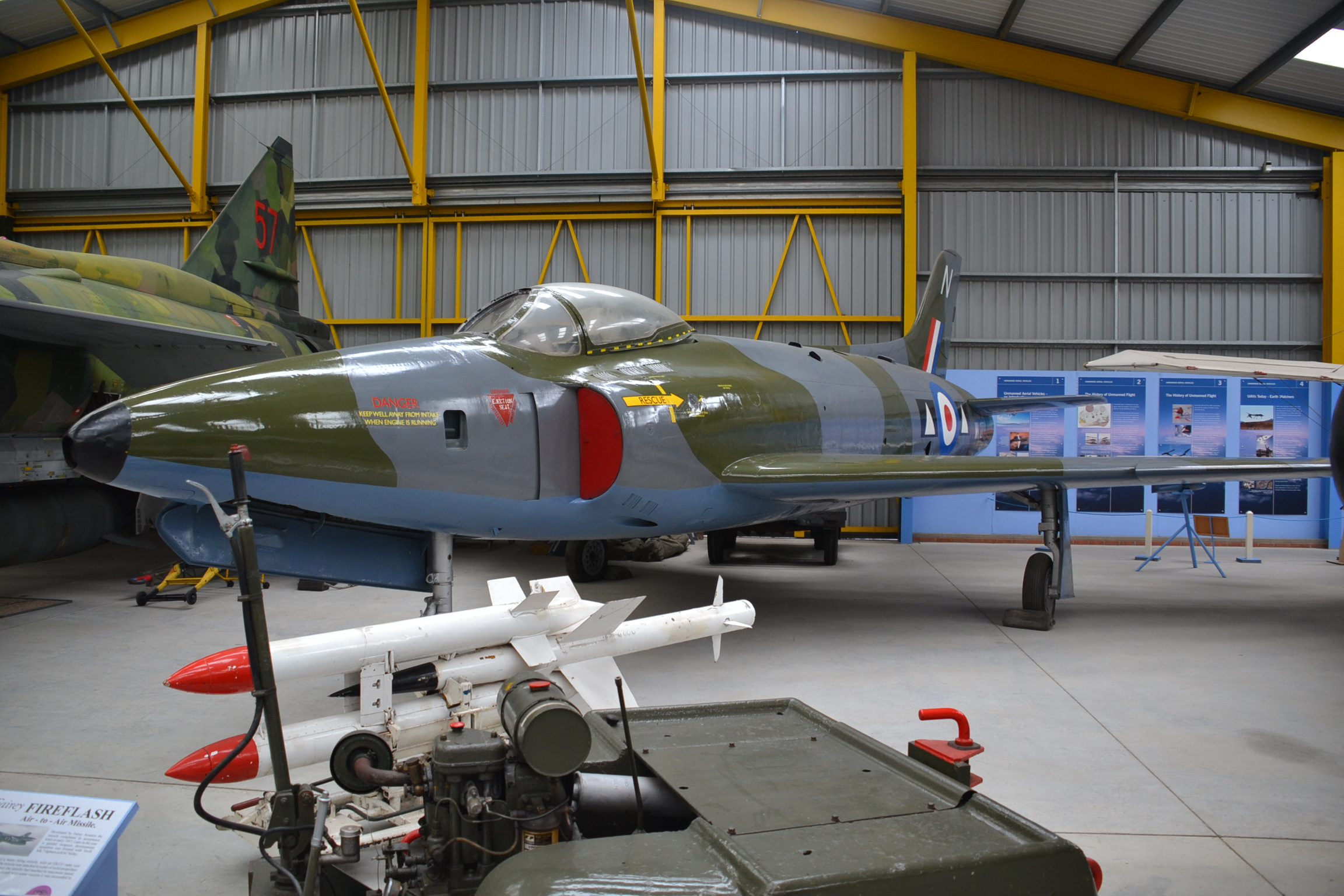
Un Supermarine Swift FR. Mk5 esposto al Newark Air Museum di Winthorpe, con davanti a lui un missile Fairey Fireflash.

Ci si rese presto conto che la capacità multi-ruolo del "Red Hawk" era al di là dello stato dell'arte dell'epoca e che nel frattempo sarebbe stata necessaria un'arma con minori prestazioni. Nel 1949, la RAE elaborò una nuova, più semplice, specifica, chiamata "Pink Hawk" che prevedeva per il missile un attacco con inseguimento di coda, ed era destinato a colpire i bombardieri con motore a pistoni. Il soprannome" Pink Hawk" fu presto sostituito con il codice arcobaleno ufficiale, "Blue Sky".  Anche il progetto "Red Hawk" continuò, ma solo brevemente prima che anche le sue specifiche venissero modificate; nel novembre 1951 l'Air Staff emise l'OR.1117, a cui fu dato il codice "Blue Jay", per un progetto per un missile aria-aria a guida all'infrarosso che divenne il De Havilland Firestreak.
La Fairey Aviation Company vinse il contratto di sviluppo del "Blue Sky", che ricevette la sigla interna di Project 5. Come il "Little Ben" originale, il Project 5 prevedeva un missile a corto raggio a guida radar in grado di essere lanciato contro la parte posteriore dell'aereo nemico entro un cono di ricerca di 15°. Ricerche tedesche in tempo di guerra suggerirono che lo scarico del razzo avrebbe ionizzato l'aria dietro il missile e reso difficile la ricezione del segnale radar, quindi la Fairey basò il suo progetto sul disegno originale del "Red Hawk" utilizzando booster separati che si staccavano durante il volo, lasciando il segnale libero mentre il "dardo" non propulso continuava verso il bersaglio. Al posto dei quattro razzi RP-3 originali, furono utilizzati due razzi "Stork" appositamente progettati. I due motori a combustibile solido erano collegati al dardo circa a metà della fusoliera. Gli ugelli del razzo erano leggermente inclinati per far ruotare il gruppo missilistico al momento del lancio, livellando eventuali asimmetrie nella spinta. Quando i booster erano vuoti, una piccola carica di cordite li separava dal dardo, lasciando che quest'ultimo proseguisse verso il bersaglio.
Lo sviluppo del "Blue Sky" fu favorito dai progetti in corso presso la Fairey sulla propulsione a razzo, utilizzati per supportare lo sviluppo dell'aereo supersonico Fairey Delta 2. Ciò comportò il lancio di modelli in scala del progetto proposto utilizzando un motore a razzo a propellente liquido progettato localmente, il Beta 2. Questo fatto richiese anche lo sviluppo di un complesso sistema di telemetria multicanale che si rivelò prezioso durante lo sviluppo di "Blue Sky".

### I collaudi

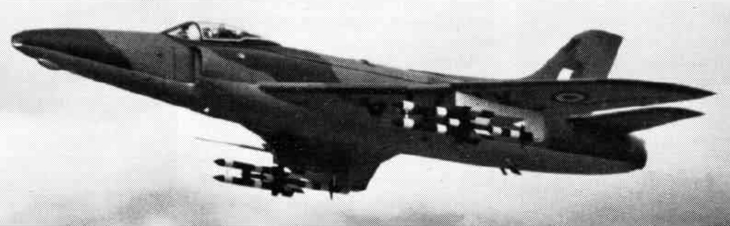
Un Supermarine Swift con due missili aria-aria Fireflash sotto le ali (1956).

La designazione Fireflash al nuovo missile venne data dalla RAF durante lo sviluppo dell'arma. Nel 1952, il progetto era stato sviluppato a tal punto che l'intera progettazione del missile era quasi completata e il Fireflash fu lanciato per la prima volta da una piattaforma di prova nell'area del poligono di Larkhill, nella pianura di Salisbury. L'azienda EKCO aveva sviluppato e progettato la suite radar nell'aereo lanciatore, che verteva su un radar in banda X  utilizzante un disco a scansione elicoidale, che aveva una piccola quantità di "nod". La Fairey Aviation designò internamente il sistema come "Radar Ranging Mark 2". Esso aveva una portata fino a 10 miglia, ma era destinato all'utilizzo solo a una distanza di circa 5 miglia, sebbene durante i test venisse attivato a circa 2 miglia, ma la scelta finale del suo utilizzo era affidata al pilota.
Il missile ottenne il suo primo successo sperimentale operativo nel 1953, distruggendo un drone Fairey Firefly in volo al largo della RAF Aberporth. Nei test senza carica esplosiva, il Fireflash colpì direttamente il drone, in un caso recidendogli il ruotino di coda.
Circa 300 missili vennero prodotti entro il 1955, ma ben presto la Royal Air Force decise di non mantenere questo tipo di missile nel suo inventario, poiché erano in arrivo progetti molto più avanzati. Molti dei 300 missili furono utilizzati nei test dalla No. 6 Joint Services Trials Unit a RAF Valley e sul poligono di Woomera, nell'Australia meridionale dal 1955 al 1957 utilizzando per i test alcuni aerei da caccia notturna Gloster Meteor NF. Mk.11 e successivamente dai 10 caccia Supermarine Swift FR. Mk.7 del No. 1 Guided Weapons Development Squadron a RAF Valley.
Il missile Fireflash fu schierato operativamente in scala molto ridotta nell'agosto del 1957, e "aveva una capacità limitata contro i bombardieri con motore a pistoni". La RAF schierò il successivo e più efficace missile aria-aria a guida a infrarossi de Havilland Firestreak a partire dall'agosto del 1958.

## Descrizione tecnica
Il missile aria-aria a guida radar (SAHR) del tipo beam riding Fireflash era progettato per volare lungo un segnale radar emesso dall'aereo lanciatore, il cui pilota avrebbe mantenuto puntato verso il bersaglio. Il missile era costituito da un dardo centrale alato a forma di croce, senza motore, che veniva spinto alla velocità massima da due motori a razzo a propellente solido fissati esternamente all'estremità anteriore, spingendo il missile a una velocità di circa Mach 2. I propulsori venivano azionati 1,5 secondi dopo il lancio. Durante la fase di spinta, il missile non era guidato, e veniva fatto ruotare tramite i motori dei razzi che erano leggermente spostati, aumentando così la precisione e livellando l'effetto di qualsiasi leggera asimmetria nella spinta.

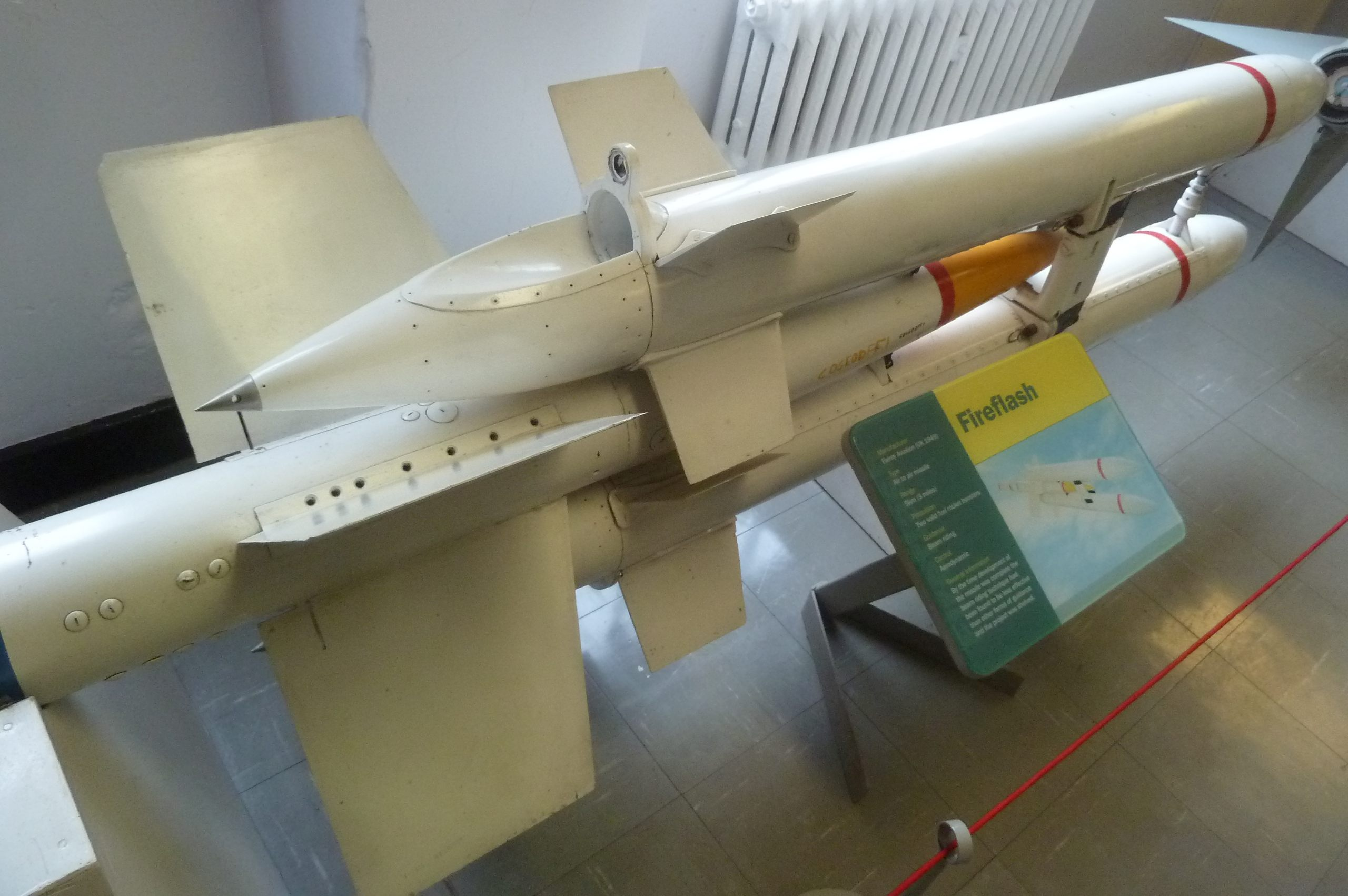
Dettaglio di un booster di un missile Fairey Fireflash.

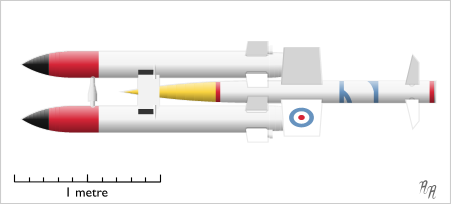
Disegno completo di un missile Fairey Fireflash.

Quando i motori a razzo avevano esaurito il propellente, un dispositivo di separazione esplosivo proiettava lateralmente gli involucri dei motori esauriti, lasciando che il missile procedesse per inerzia verso il bersaglio. I quattro "timoni", indicizzati a 45 gradi rispetto alle ali, si sbloccavano al momento della separazione e il missile veniva stabilizzato in rollio tramite deflessioni del timone in direzione degli alettoni, secondo un dato stabilito al momento del lancio. I timoni erano mossi da quattro coppie di servocomandi pneumatici, azionati da elettrovalvole. Una bombola d'aria, pressurizzata a 3.000 libbre per pollice quadrato (21.000 kPa), forniva aria ai servocomandi e  faceva anche girare i tre giroscopi del sistema di navigazione inerziale del missile. L'alimentazione dell'aria ad alta pressione dall'aereo era inoltre necessaria per far girare i giroscopi prima del lancio del missile. Lo scopo del sistema di controllo era quello di mantenere il missile all'interno del raggio di guida emesso dall'aereo. Il suo pilota avrebbe mantenuto il raggio allineato con il bersaglio usando il suo mirino, che era sintonizzato con l'asse del segnale radar. Un vantaggio di questo sistema era che non sarebbe stato influenzato dall'aereo bersaglio utilizzando contromisure radar come i chaff. Il ricevitore del missile, installato nella parte posteriore, rilevava solo i segnali provenienti dall'aereo lanciatore. La carica bellica veniva fatta detonare tramite una spoletta di prossimità.
L'assenza di un motore faceva si che il missile perdesse rapidamente velocità. Gli ugelli del motore dei razzi erano leggermente spostati per ruotare il missile, e questo aumentava la precisione livellando l'effetto di qualsiasi leggera asimmetria nella spinta.
Questa configurazione limitava drasticamente sia la gittata che la durata del volo, ma venne utilizzata per timore che le particelle ionizzate presenti nel flusso di scarico caldo del motore del razzo potessero interferire con i segnali radar di guida; ulteriori sviluppi dimostrarono che tali timori erano infondati.
Il radar installato sull'aereo lanciatore era in sistema in banda X che utilizzava un'antenna a scansione elicoidale, con una leggera inclinazione. Lo scanner puntava lungo la linea centrale dell'aereo. L'antenna non si muoveva lateralmente come uno scanner tradizionale, ma ruotava (scansione elicoidale) con una leggera inclinazione. Questo produceva un diagramma di trasmissione con una linea centrale o fascio e un diagramma circolatorio al di fuori del fascio principale. Il radar aveva una portata fino a 16 km, ma era progettato per essere utilizzato solo a circa 8 km, sebbene durante i test venisse attivato a circa 3 km. Il centro della trasmissione era sufficientemente potente da essere considerato un fascio. Se vi era un bersaglio, si accumulava come una carica su un condensatore. Poi, alla successiva scansione dello scanner, controllava se vi era lo stesso bersaglio. In caso contrario, veniva cancellato, mentre se era ancora presente, amplificava il segnale. Il ricevitore (che era montato sulla parte posteriore del missile, prodotto dalla Fairey Aviation) vedeva questo fascio e poteva posizionarsi al centro. Se il segnale era debole, mirava a spostarsi al centro. Vi erano così tante connessioni elettriche diverse nel sistema che era evidente che fosse facilmente possibile ottenere un insieme errato di segnali che controllavano le scansioni esterne. In tali circostanze, il missile riceveva le indicazioni sbagliate e veniva fatto uscire dal fascio invece di spostarsi al centro.

## Utilizzatori
-  Regno Unito

- Royal Air Force

## Nei musei
I missili Fireflash fanno parte delle collezioni del Royal Air Force Museum di Cosford, del Cornwall Aviation Museum presso la RAF St. Mawgan e (nel maggio 2014) del Combined Military Services Museum, a Maldon. Un Fireflash, privo delle estremità delle sezioni di propulsione, è conservata presso il RAF Hornchurch Heritage Centre.

### Annotazioni
1. ↑  Utilizzando la tecnologia di "lock-on" radar sviluppata durante la seconda guerra mondiale, il missile fu progettato per essere un missile "beam riding", in cui il caccia lanciatore avrebbe agganciato un segnale radar molto stretto sull'aereo da attaccare e, dopo il lancio, il missile si sarebbe centrato sul segnale e avrebbe volato lungo di esso fino a raggiungere il bersaglio.
2. ↑  Che in seguito si divise in due progetti separati dell'Esercito e della RAF, rispettivamente designati "Red Shoes" e "Red Duster".
3. ↑  Forse sotto la direzione del tenente pilota Benson, che aveva lavorato sui progetti "Spaniel" e "Artemis".
4. ↑  Una carica di cordite all'interno di un cilindro azionava un pistone, che tagliava il perno che collegava ciascun razzo al missile.

### Fonti
1. 1 2 3 4 5 6 7 8 9 10 11 12 13 14 15 16 17  Global Security.
2. 1 2 3 4 5 6 7  Royal Air Force Museum.
3. 1 2 3 4 5 6  Gibson, Buttler 2007, p. 31.
4. 1 2  Twigge 1993, p. 163.
5. ↑  Gibson, Buttler 2007, p. 33.
6. ↑  Gibson, Buttler 2007, p. 32.
7. 1 2 3 4 5  Flight n.2534, 16 August 1957, p. 227.
8. 1 2  Flight n.2534, 16 August 1957, p. 223.
9. 1 2 3 4 5 6 7  Ekco.
10. ↑  Flight n.2534, 16 August 1957, p. 226.
11. 1 2  Bojne 2002, p. 267.